# Hapalaraea pygmaea
Hapalaraea pygmaea är en skalbaggsart som först beskrevs av Gustaf von Paykull 1800.  Hapalaraea pygmaea ingår i släktet Hapalaraea, och familjen kortvingar. Enligt den finländska rödlistan är arten sårbar i Finland. Arten är reproducerande i Sverige. Artens livsmiljö är naturlundskogar.